# 胡锡奎
胡锡奎（1896年11月7日—1970年10月23日），湖北省孝感县人。中华人民共和国政治人物。

## 生平

### 早年生涯
胡锡奎出生于书香之家。中学毕业后考入汉口法文学堂，后因家境败落辍学，帮家里经营小百货。1922年，到汉口当小学教员。1923年到武昌高等师范学校教育系旁听。1925年，考入国立东南大学。9月加入中国共产主义青年团，12月转为中国共产党党员。1926年冬，赴苏联入莫斯科中山大学学习。1928年6月，出席中国共产党第六次全国代表大会，为旁听代表兼大会记录员，并任大会职工运动委员会、组织委员会、宣传委员会委员。同年冬回到上海，任中共中央组织部地下交通，负责迎送上海到莫斯科之间人员来往。
1929年2月，调中共顺直省委宣传部，负责编辑《北方红旗》、《出路》、《火线》等省委刊物。1930年初，任中共北平市委书记，领导恢复重建地下党组织。同年5月，改任中共天津市委代理书记。1931年春调任中共唐山市委代理书记，后任中共顺直省委巡视员，同年6月于北平被捕。9月被判刑14年，关押于草岚子监狱。1936年10月，经中共地下党组织营救出狱。

### 抗日战争
抗日战争爆发后，1937年12月任中共京东特委书记。1938年5月任中共冀热边特委书记，统一领导冀东地区党的工作。7月参与领导冀东大暴动，兼任冀东抗日联军政治部主任。9月起义受挫后，转去山西。1939年8月，任中共晋察冀区党委常务委员兼宣传部部长，后改任中共中央晋察冀分局宣传部部长。主办党刊《战线》，创办《半月时事》、《工作通讯》等。1944年，同邓拓主持出版第一部《毛泽东选集》。

### 第二次国共内战
1945年9月，任中共热河省委书记兼热河军区政治委员，不久兼中共中央冀热辽分局社会部部长。主持省委领导热河地区建党建政和土地改革。1948年冬任中共辽西省委书记，不久调任中共中央华北局党校副校长、华北人民革命大学副校长，主持校务工作。

### 共和国成立后
中华人民共和国成立后，历任中国人民大学副校长兼中共党委书记，中共中央西北局书记处书记等职。文化大革命中因卷入六十一人叛徒集团案，受到迫害，1970年10月23日，死于监牢，死后以无名尸焚烧。
1979年1月25日，中共中央为他平反昭雪，恢复名誉，追悼会由胡耀邦致辞，但骨灰盒中只有他的一个印章。